# Shishi
Shishi (石狮市S, ShíshīP) è una città-contea della Cina, situata nella provincia del Fujian.